# Religioni in Paraguay
Il cristianesimo è la religione più diffusa in Paraguay. Secondo il censimento del 2002 (a cui risale l'ultima rilevazione ufficiale effettuata su larga scala), i cristiani sono il 96,9% della popolazione e sono in maggioranza cattolici; l'1% della popolazione segue altre religioni, l'1,1% della popolazione non segue alcuna religione e lo 0,9% della popolazione non specifica la propria affiliazione religiosa. Una stima del Pew Research Center del 2010 conferma sostanzialmente i risultati del censimento, dando i cristiani sono al 96,9% della popolazione, coloro che seguono altre religioni al 2% della popolazione e coloro che non seguono alcuna religione all’1,1% della popolazione. Una stima dell'Association of Religion Data Archives (ARDA) riferita al 2015 dà i cristiani al 95,5% circa della popolazione, coloro che non seguono alcuna religione al 2,2% circa della popolazione e coloro che seguono altre religioni allo 0,8% circa della popolazione, mentre il 4,5% circa della popolazione non dichiara la propria affiliazione religiosa.

## Religioni presenti

### Cristianesimo
Secondo il censimento del 2002, i cattolici rappresentano l'89,6% della popolazione, i protestanti il 6,2% della popolazione e i cristiani di altre denominazioni (compresi gli ortodossi) l'1,1% della popolazione. Le stime dell'ARDA del 2015 danno i cattolici all'81,5% circa della popolazione, gli ortodossi allo 0,2% circa della popolazione e i protestanti e i cristiani di altre denominazioni al 7,5% circa della popolazione.
La Chiesa cattolica è presente in Paraguay con 1 sede metropolitana, 11 diocesi suffraganee, 2 vicariati apostolici e un ordinariato militare.
La maggioranza dei protestanti presenti in Paraguay è costituita da mennoniti, luterani, pentecostali, battisti, avventisti del settimo giorno e altri gruppi evangelicali. 
Fra i cristiani di altre denominazioni vi sono i Testimoni di Geova e la Chiesa di Gesù Cristo dei Santi degli Ultimi Giorni (i Mormoni). 

### Altre religioni
Tra le religioni non cristiane, in Paraguay sono presenti l'islam, il buddhismo, il bahaismo e l'ebraismo; vi sono anche piccoli gruppi di seguaci dell'induismo e dei nuovi movimenti religiosi. Vi sono anche alcune tribù indigene che seguono l'animismo.